# سنط ملتوي
السنط الملتوي أو السَّمُرُ  (الاسم العلمي: Acacia tortilis)، نوع نباتي شجري من جنس السنط من الفصيلة البقولية.

## الموئل والانتشار
ينتشر هذا النوع في كل مناطق الوطن العربي بما فيها المشرق العربى والمغرب العربي ووادي النيل وشبه الجزيرة العربية إضافة إلى معظم مناطق شرق إفريقيا.
ينتشر في كل أجزاء الجزيرة العربية لكن لكل نوع منه انتشار معين وقد يوجد أكثر من نوع في المنطقة الواحدة
تنتشر شجرة السمر في أفريقيا الجافة من السنغال إلى الصومال وجنوبا إلى الجنوب الأفريقي.
وفي آسيا تنمو في جزيرة العرب وفي إيران. وتنمو في كل الأقطار الواقعة حول الصحراء الكبرى وهي غالبا الشجرة التي تتوغل عميقا في الصحراء وفي المناطق التي يغزر رعيها فيها في إقليم السافانا،
وفي جنوب أفريقيا تكوِّن الشجيرات الصغيرة أجمات كثيفة. وقد تم إدخال الشجرة إلى ولاية راجستان في الهند عام 1958م، كما تم إدخالها إلى الباكستان وجزر الرأس الأخضر.
وتنمو شجرة السمر فوق الكثبان الرملية والأسطح الصخرية وفي قيعان الأودية الطينية، وتتحاشى المناطق التي تغمرها مياه السيول موسميا.
وهي شجرة شديدة الاحتمال للجفاف وتكتفي بمقدار هطول سنوي يتدنى إلى 40 ملليمترا، وتقبل هطولا يصل إلى 1200 مللميترا، وتحتمل فترات جفاف تتراوح بين شهر واحد واثني عشر شهرا.
والشجرة محبة للتربة القلوية ولها القدرة على استعمار التربة الملحية والجبسية أيضا. وللشجرة جذر وتدي عميق يتغلغل في التربة الرملية وقد يصل إلى 35 مترا في جنوب الصحراء الكبرى
كما تكوِّن جذورا سطحية في التربة الضحلة، تمتد إلى ضعف قطر تاج الشجرة، وتنمو الشجرة على ارتفاعات تتراوح من 390 و 2000 مترا فوق سطح البحر وتحتمل درجات حرارة تصل إلى خمسين درجة مئوية عند منتصف النهار،
ودرجات برودة عند درجة التجمد ليلا. كما يستطيع الأشجار الكبيرة (حوالي 3 أمتار في الارتفاع) احتمال الصقيع ونيران حرائق الحشائش الخفيفة.
تسمى الأكاسيا، وغالبا ما توصف بأنها شجرة «المظَلَّة الشائكة» إشارة إلى تاجها الممَّيز، وهي الأوسع انتشارا في المناطق الجافة في أفريقيا والشرق الأوسط.
بويع رسول الله صلى الله عليه وسلم تحت شجرة السمر:
يقول الله تعالى في محكم التنزيل: «لقد رضي الله عن المؤمنين إذ يبايعونك تحت الشجرة فعلم ما في قلوبهم فأنزل السكينة عليهم وأثابهم فتحا قريبا»(18)
يخبر تعالى عن رضاه عن المؤمنين الذين بايعوا رسول الله - صلى الله عليه وسلم - تحت الشجرة، وأنهم كانوا ألفا وأربعمائة، وأن الشجرة كانت سمرة بأرض الحديبية.
كما ورد في السيرة النبوية الشريفة: عن عم الرسول صلى الله عليه وسلم العباس
قال: كنت مع رسول الله صلى الله عليه وسلم يوم حنين فلما ولى المسلمون قال لي رسول الله صلى الله عليه وسلم: «يا عباس ناد: يا أصحاب السمرة يا أصحاب سورة البقرة». وكنت رجلا صيتا، فقلت: يا أصحاب السمرة يا أصحاب سورة البقرة فرجعوا...الحديث
ورد في لسان العرب:
والسَّمُرَةُ، بضم الميم: من شجر الطَّلْحِ، والجمع سَمُرٌ وسَمُراتٌ، وأَسْمُرٌ في أَدنى العدد، وتصغيره أُسَيمِيرٌ.
وفي المثل: أَشْبَهَ سَرْحٌ سَرْحاً لَوْ أَنَّ أُسَيْمِراً.
والسَّمُرُ ضَرُبٌ من العِضَاهِ، وقيل: من الشَّجَرِ صغار الورق قِصار الشوك وله بَرَمَةٌ صَفْرَاءُ يأْكلها الناس، وليس في العضاة شيء أَجود خشباً من السَّمُرِ، ينقل إِلى القُرَى فَتُغَمَّى به البيوت، واحدتها سَمْرَةٌ، وبها سمي الرجل.
وإِبل سَمُرِيَّةٌ، بضم الميم؛ تأْكل السِّمُرَ؛ عن أَبي حنيفة.
وفي الصّحّاح في اللغة:
والسَمُرَةُ بضم الميم، من شجر الطَلْحِ، والجمع سَمُرٌ وسَمُراتٌ بالضم، وأَسْمُرٌ في أدنى العدد.
وفي مقاييس اللغة:
والسَّمُر ضربٌ من شجر الطَّلْحِ، واحدته سَمُرة، ويمكن أن يكون سمِّي بذلك للونه.

## الوصف النباتي
شجرة كبيرة وضخمة وقد تعيش إلى قرن تقريبا أو أكثر.

## المراجع

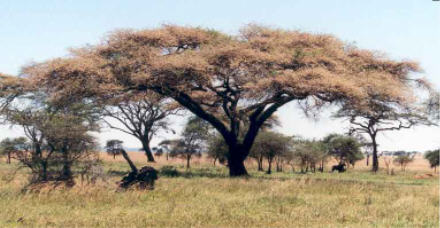
منظر بانورامي لشجرة السمر